# Gran Premio degli Stati Uniti d'America-Ovest 1979
Il Gran Premio degli Stati Uniti d'America-Ovest 1979 è stata la quarta prova della stagione 1979 del Campionato mondiale di Formula 1. Si è corsa domenica 8 aprile 1979 sul Circuito di Long Beach. La gara è stata vinta dal canadese Gilles Villeneuve, su Ferrari; per il vincitore si trattò del terzo successo nel mondiale. Ha preceduto sul traguardo il sudafricano Jody Scheckter anch'egli su Ferrari e l'australiano Alan Jones su Williams-Ford Cosworth. Villeneuve ha conquistato l'unico Grand Chelem della sua carriera in F1, ottenendo pole position, giro veloce, vittoria e conducendo la gara per tutti i giri. Per il pilota italiano Arturo Merzario si trattò dell'ultima volta in cui  riuscì a prendere il via in una gara valida per il  Campionato Mondiale di Formula 1.

## Vigilia

### Sviluppi futuri
Il comitato esecutivo dell'Automobile Club Italiano confermò la tenuta del Gran Premio d'Italia a Monza.
Bernie Ecclestone annunciò la possibilità che, dal 1980, potessero essere montate delle telecamere sulle vetture di F1, al fine di consentire al telespettatore di vedere la gara dalla prospettiva del pilota.
Il grande aumento delle prestazioni delle vetture, dovute all'introduzione dell'effetto suolo, spinsero la FOCA e la FISA a cercare di modificare il regolamento tecnico, per le stagioni future. Per il 1980 si propose di aumentare il peso minimo delle monoposto, così come di limitare a 1.000 cm³ la massima cilindrata per i motori sovralimentati; si propose per il 1982 l'abolizione delle "minigonne".
La Michelin negò la volontà di ritirarsi dal mondiale, in caso di vittoria del titolo con la Scuderia Ferrari. La casa francese anzi sembrava vicina a legarsi a una terza scuderia, oltre alla Ferrari e alla Renault; si prospettò che potesse rifornire l'Alfa Romeo.

### Aspetti tecnici
Il 14 marzo venne presentata presso il Circuito di Brands Hatch la nuova Lotus 80. La vettura però non venne impiegata nel gran premio di Long Beach. La Copersucar-Fittipaldi reimpiegò nuovamente la F5, mentre la Wolf utilizzò, per la prima volta, la WR8. Venne prospettato anche l'esordio della nuova monoposto della Renault, che però non si concretizzò. La Williams presentò, nel corso del weekend del gran premio, la sua nuova monoposto, la FW07, che però debuttò nel Gran Premio di Spagna. Sulla Ferrari 312 T4 venne montato un impianto radio, dotato di una miniantenna sul musetto. Ciò consentiva di inviare con precisione ai box i tempi fatti registrare dalla vettura, grazie a delle strisce di alluminio affogate nella pista.

### Aspetti sportivi
Gli organizzatori pagarono 875.000 dollari alla FOCA: 600.000 vennero distribuiti quali premi, mentre 275.000 andarono a coprire le spese logistiche delle scuderie. Altri 165.000 dollari vennero spesi per l'allestimento del tracciato. Gli organizzatori offrivano, a loro spese, ai cittadini che abitavano nei pressi del circuito, e che non volevano soffrire per i disagi della gara, la possibilità di passare il weekend del gran premio a Las Vegas. La McLaren cambiò sponsor principale e colorazione per il gran premio; passò dal bianco-rosso della Marlboro al bianco-azzurro della Löwenbräu, birrificio tedesco, come era già avvenuto per il Gran Premio degli Stati Uniti d'America-Est 1978.
Jacques Laffite affrontò la gara menomato per una tendinite al polso destro.

## Qualifiche

### Resoconto
Nelle prime prove le due Lotus, giravano in 1'22"32. Nelle prove ufficiali il più rapido fu Carlos Reutemann, compagno di scuderia di Andretti. L'argentino chiuse in 1'20"126, precedendo Gilles Villeneuve e Jacques Laffite. I primi otto piloti chiusero entro un secondo. Le due Ferrari furono protagoniste di due incidenti che ne limitarono i test. Villeneuve finì contro le protezioni durante le libere, e fu costretto a non poter proseguire, mentre Scheckter tamponò la Tyrrell di Didier Pironi. La Ligier si trovò a dover potenziare l'impianto frenante, che risultava sottodimensionato per le esigenze della vettura. Patrick Depailler provò anche un sistema per calibrare la frenata in maniera indipendente su ognuna delle quattro ruote.
Carlos Reutemann tenne il miglior tempo fino alla fine delle sessioni di prova del sabato quando fu Gilles Villeneuve a strappargli la pole position. Per il canadese fu la prima pole della carriera, la ottantottesima per la Scuderia Ferrari, che così si riportava in testa, da sola, nella speciale classifica delle pole ottenute dai costruttori (la Lotus restava a 87). Villeneuve fu messo nella condizione di usare sette set di gomme da qualifica nella sessione finale, mentre la Goodyear forniva a ciascuna scuderia solo due set per vettura. Nel tentativo finale, Villeneuve disinserì il limitatore di giri motore al termine del rettilineo, facendo salire il motore fino a 12.600 giri, dandosi così quella spinta sufficiente a migliorare il tempo di Reutemann di 6 centesimi. Jody Scheckter chiuse terzo, davanti alle due Ligier di Patrick Depailler e Jacques Laffite, sesto finì Mario Andretti.

### Risultati
Nella sessione di qualifica si è avuta questa situazione:
| Pos                     | Nº | Pilota                | Costruttore              | Tempo    | Griglia |
| ----------------------- | -- | --------------------- | ------------------------ | -------- | ------- |
| 1                       | 12 | Gilles Villeneuve     | Ferrari                  | 1'18"825 | 1       |
| 2                       | 2  | Carlos Reutemann      | Lotus-Ford Cosworth      | 1'18"886 | 2       |
| 3                       | 11 | Jody Scheckter        | Ferrari                  | 1'18"911 | 3       |
| 4                       | 25 | Patrick Depailler     | Ligier-Ford Cosworth     | 1'19"025 | 4       |
| 5                       | 26 | Jacques Laffite       | Ligier-Ford Cosworth     | 1'19"032 | 5       |
| 6                       | 1  | Mario Andretti        | Lotus-Ford Cosworth      | 1'19"454 | 6       |
| 7                       | 4  | Jean-Pierre Jarier    | Tyrrell-Ford Cosworth    | 1'19"580 | 7       |
| 8                       | 20 | James Hunt            | Wolf-Ford Cosworth       | 1'19"643 | 8       |
| 9                       | 29 | Riccardo Patrese      | Arrows-Ford Cosworth     | 1'19"727 | 9       |
| 10                      | 27 | Alan Jones            | Williams-Ford Cosworth   | 1'19"910 | 10      |
| 11                      | 5  | Niki Lauda            | Brabham-Alfa Romeo       | 1'20"041 | 11      |
| 12                      | 6  | Nelson Piquet         | Brabham-Alfa Romeo       | 1'20"456 | 12      |
| 13                      | 30 | Jochen Mass           | Arrows-Ford Cosworth     | 1'20"608 | 13      |
| 14                      | 17 | Jan Lammers           | Shadow-Ford Cosworth     | 1'20"740 | 14      |
| 15                      | 28 | Clay Regazzoni        | Williams-Ford Cosworth   | 1'20"768 | 15      |
| 16                      | 14 | Emerson Fittipaldi    | Fittipaldi-Ford Cosworth | 1'21"033 | 16      |
| 17                      | 3  | Didier Pironi         | Tyrrell-Ford Cosworth    | 1'21"192 | 17      |
| 18                      | 7  | John Watson           | McLaren-Ford Cosworth    | 1'21"304 | 18      |
| 19                      | 8  | Patrick Tambay        | McLaren-Ford Cosworth    | 1'21.411 | 19      |
| 20                      | 15 | Jean-Pierre Jabouille | Renault                  | 1'21"635 | NP      |
| 21                      | 18 | Elio De Angelis       | Shadow-Ford Cosworth     | 1'21.961 | 20      |
| 22                      | 16 | René Arnoux           | Renault                  | 1'22"088 | NP      |
| 23                      | 9  | Hans-Joachim Stuck    | ATS-Ford Cosworth        | 1'22"828 | 21      |
| 24                      | 24 | Arturo Merzario       | Merzario-Ford Cosworth   | 1'22"938 | 22      |
| Vetture non qualificate |    |                       |                          |          |         |
| NQ                      | 31 | Héctor Rebaque        | Lotus-Ford Cosworth      | 1'22"990 | 23      |
| NQ                      | 22 | Derek Daly            | Ensign-Ford Cosworth     | 1'23"888 | 24      |

## Gara

### Resoconto
Nel warm up della domenica mattina Jean-Pierre Jabouille ruppe un giunto della sua Renault alla lunga curva della Shoreline Drive, volando nelle barriere a 290 km/h. Una lussazione al braccio lo costrinse a non partire. Una versione più resistente del giunto, fabbricata dal team nel garage, si ruppe sulla vettura del compagno di scuderia René Arnoux. Per evitare una replica dell'incidente occorso a Jabouille, la Renault decise così di ritirare anche la seconda vettura dalla gara; ciò consentì a due non qualificati, Derek Daly su Ensign e Héctor Rebaque su Lotus, di prendere il via.
100.000 persone fecero da cornice alla gara del pomeriggio, caratterizzata dal sole arrivato per la partenza. Così, come l'anno precedente, la partenza fu data sulla Shoreline Drive, per dar più spazio al gruppo di piloti nello sgranarsi dopo la partenza e fino alla prima curva. Nel giro di formazione, il motore della vettura di Carlos Reutemann si ammutolì, tanto che venne riportato ai box, da dove prese la partenza.
Al termine del giro di formazione il poleman Gilles Villeneuve superò la piazzola di partenza assegnatagli anche per il gesto fattogli da Patrick Depailler di proseguire: ciò creò confusione nell'intero gruppo di macchine che finì per seguirlo, rendendo necessario così un secondo giro di ricognizione, con qualche pilota convinto che la gara fosse già iniziata. Nel frattempo la Ligier di Jacques Laffite accusò un guasto meccanico e si fermò in mezzo alla pista, provocando il rinvio della partenza. Anche lui come Reutemann partì dai box, con la vettura di riserva.
Alla partenza scattarono bene le Ferrari mentre, dietro, al primo tornante, Patrick Tambay volò sopra Niki Lauda, e ruppe l'alettone a Jan Lammers. Tambay e Lauda furono costretti al ritiro.
Al termine del primo giro Villeneuve guidava davanti a Patrick Depailler, Jody Scheckter, Jean-Pierre Jarier, Mario Andretti, Riccardo Patrese, Alan Jones e Nelson Piquet. Al giro 9 Depailler mancò una marcia, e venne tamponato da Scheckter: ne approfittò Jarier che passò entrambi. Il giro successivo Scheckter passò Depailler, che scontava dei problemi al cambio.
Mentre Gilles Villeneuve comandava la gara si creò una battaglia per il posto d'onore che coinvolgeva Jean-Pierre Jarier, Jody Scheckter, Patrick Depailler, Mario Andretti e Alan Jones che formavano un lungo trenino di vetture. Jarier lottava con delle vibrazioni allo sterzo, rallentando chi lo seguiva, anche se nessuno era capace di sorpassarlo.
Intanto la direzione di gara informava la Scuderia Ferrari della possibile penalizzazione di Gilles Villeneuve, per la manovra compiuta al termine del giro di formazione. Analoga comunicazione riguardava Carlos Reutemann, partito anzitempo dalla corsia dei box. Successivamente venne comunicata la decisione di non addivenire a penalizzazioni per i due piloti.
Jody Scheckter, che passò Jarier al giro 27 per il secondo posto, era stato capace di scavare un buon solco rispetto agli inseguitori. Jarier resistette in pista per diversi giri, pur perdendo delle posizioni, a causa delle crisi delle gomme; ciò lo costrinse a una sosta al 47º giro. Ripartì in nona posizione.
Con una Ligier in difficoltà Depailler non poté resistere a Jones che salì così al terzo posto al giro 63. Nelle retrovie Jarier, sfruttando gomme fresche, passò Didier Pironi e Elio De Angelis, portandosi al settimo posto. Mario Andretti iniziò ad attaccare Patrick Depailler: i due lottarono per la quarta posizione a lungo, con la Lotus capace di passare nella parte mista e la Ligier che continua a ripassare nel rettilineo. Al giro 71, Héctor Rebaque, che era sesto, si ritirò per un incidente. Jean-Pierre Jarier rientrò così in zona punti.
Quando Patrick Depailler cercò di doppiare lo stesso Jean-Pierre Jarier, tamponò con la sua ruota anteriore quella posteriore di Jarier, Andretti fu capace di conquistare la quarta piazza definitivamente.
Gilles Villeneuve conquistò la sua seconda vittoria consecutiva (conducendo tutta la gara, ottenendo gpv e pole, unico Grand  Chelem della sua carriera iridata), balzando per la prima volta in testa al mondiale. Seguirono Jody Scheckter, terzo Jones, quarto Andretti, poi Depailler e Jarier.

### Risultati
I risultati del gran premio furono i seguenti:
| Pos | No | Pilota                | Costruttore              | Giri | Tempo/Ritiro                         | Pos. Griglia | Punti |
| --- | -- | --------------------- | ------------------------ | ---- | ------------------------------------ | ------------ | ----- |
| 1   | 12 | Gilles Villeneuve     | Ferrari                  | 80   | 1h50'25"40                           | 1            | 9     |
| 2   | 11 | Jody Scheckter        | Ferrari                  | 80   | +29"38                               | 3            | 6     |
| 3   | 27 | Alan Jones            | Williams-Ford Cosworth   | 80   | +59"69                               | 10           | 4     |
| 4   | 1  | Mario Andretti        | Lotus-Ford Cosworth      | 80   | +1'04"33                             | 6            | 3     |
| 5   | 25 | Patrick Depailler     | Ligier-Ford Cosworth     | 80   | +1'23"52                             | 4            | 2     |
| 6   | 4  | Jean-Pierre Jarier    | Tyrrell-Ford Cosworth    | 79   | +1 giro                              | 7            | 1     |
| 7   | 18 | Elio De Angelis       | Shadow-Ford Cosworth     | 78   | +2 giri                              | 20           |       |
| 8   | 6  | Nelson Piquet         | Brabham-Alfa Romeo       | 78   | +2 giri                              | 12           |       |
| 9   | 30 | Jochen Mass           | Arrows-Ford Cosworth     | 78   | +2 giri                              | 13           |       |
| SQ  | 3  | Didier Pironi         | Tyrrell-Ford Cosworth    | 72   | Squalificato per partenza anticipata | 17           |       |
| Rit | 31 | Héctor Rebaque        | Lotus-Ford Cosworth      | 71   | Incidente                            | 23           |       |
| Rit | 22 | Derek Daly            | Ensign-Ford Cosworth     | 69   | Incidente                            | 24           |       |
| Rit | 7  | John Watson           | McLaren-Ford Cosworth    | 62   | Iniezione                            | 18           |       |
| SQ  | 9  | Hans-Joachim Stuck    | ATS-Ford Cosworth        | 49   | Squalificato per partenza anticipata | 21           |       |
| Rit | 28 | Clay Regazzoni        | Williams-Ford Cosworth   | 48   | Motore                               | 15           |       |
| Rit | 17 | Jan Lammers           | Shadow-Ford Cosworth     | 47   | Sospensione                          | 14           |       |
| Rit | 29 | Riccardo Patrese      | Arrows-Ford Cosworth     | 40   | Freni                                | 9            |       |
| Rit | 2  | Carlos Reutemann      | Lotus-Ford Cosworth      | 21   | Trasmissione                         | 2            |       |
| Rit | 14 | Emerson Fittipaldi    | Fittipaldi-Ford Cosworth | 19   | Trasmissione                         | 16           |       |
| Rit | 24 | Arturo Merzario       | Merzario-Ford Cosworth   | 13   | Motore                               | 22           |       |
| Rit | 26 | Jacques Laffite       | Ligier-Ford Cosworth     | 8    | Freni                                | 5            |       |
| Rit | 20 | James Hunt            | Wolf-Ford Cosworth       | 0    | Trasmissione                         | 8            |       |
| Rit | 5  | Niki Lauda            | Brabham-Alfa Romeo       | 0    | Collisione con P.Tambay              | 11           |       |
| Rit | 8  | Patrick Tambay        | McLaren-Ford Cosworth    | 0    | Collisione con N.Lauda               | 19           |       |
| NP  | 16 | René Arnoux           | Renault                  |      | Ritiro volontario                    |              |       |
| NP  | 15 | Jean-Pierre Jabouille | Renault                  |      | Incidente nel warm-up                |              |       |

## Classifiche

### Piloti
| Pos. | Pilota             | Punti |
| ---- | ------------------ | ----- |
| 1    | Gilles Villeneuve  | 20    |
| 2    | Jacques Laffite    | 18    |
| 3    | Jody Scheckter     | 13    |
| 4    | Carlos Reutemann   | 12    |
| 5    | Patrick Depailler  | 11    |
| 6    | Mario Andretti     | 8     |
| 7    | Jean-Pierre Jarier | 5     |
| 8    | John Watson        | 4     |
| =    | Alan Jones         | 4     |
| 10   | Didier Pironi      | 3     |
| 11   | Niki Lauda         | 1     |
| =    | Emerson Fittipaldi | 1     |

### Costruttori
| Pos. | Team                     | Punti |
| ---- | ------------------------ | ----- |
| 1    | Ferrari                  | 33    |
| 2    | Ligier-Ford Cosworth     | 29    |
| 3    | Lotus-Ford Cosworth      | 20    |
| 4    | Tyrrell-Ford Cosworth    | 8     |
| 5    | McLaren-Ford Cosworth    | 4     |
| =    | Williams-Ford Cosworth   | 4     |
| 7    | Fittipaldi-Ford Cosworth | 1     |
| =    | Brabham-Alfa Romeo       | 1     |

## Decisioni della giuria
Gilles Villeneuve venne multato di 10.000 franchi svizzeri per non essersi arrestato dopo il giro di formazione sulla piazzola assegnatagli. Stessa multa venne comminata a Carlos Reutemann per essere partito dalla corsia dei box prima che tutte le vetture fossero sfilate.